# UTC+11:30
29°02′00″ пд. ш. 167°57′00″ сх. д. / 29.03333333° пд. ш. 167.95° сх. д.
UTC+11:30 — позначення зміщення від всесвітнього часу UTC для часового поясу, який використовувався на острові Норфолк, підпорядкованому Австралії. Зміщення від всесвітнього часу +11 годин 30 хвилин, а від київського — на 8 годин і 30 хвилин більше.
Базована на меридіані 172° 30' сх.д.°
Вперше запроваджено 1 листопада 1868 року у Новій Зеландії.
Літерні позначення: NFT, L†
3 жовтня 2015 року час Норфолку був змінений на UTC+11:00. Таким чином, часовий пояс UTC+11:30 припинив існування

## Використання

### Постійно протягом року
Зараз не використовується

### З переходом на літній час
Зараз не використовується

### Як літній час
Зараз не використовується

## Історія використання

### Як стандартний час
- Австралія - част.
  -  Острів Норфолк (1951-2015)
- Нова Зеландія (1868-1945)
- Науру (до 1979)

### Як літній час
- Австралія - част.
  - острів Лорд-Гау у 1982-1985 рр.